# Черкеси в Йорданії
Черкеси в Йорданії (адиг. Іурдыным ис Адыгэхэр; араб. الشركس في الأردن) — нащадки черкеських біженців, що прибули до території країни наприкінці XIX століття, рятуючись від геноциду 1850-х і російсько-турецької війни 1877—1878 років. Вони оселилися у тодішній Трансйорданії, що входила до складу османської Сирії — цей процес дістав назву «мухаджирство». Черкеси відзначилися заснуванням декількох йорданських міст, зокрема Амману, що був покинутий за декілька століть до того. За різними підрахунками сьогодні в Йорданії мешкають від 100 до 170 тисяч черкесів.

## Історія

### Вигнання
Масова міграція черкесів до Османської імперії розпочалася в 1850-х роках і була зумовлена експансією Російської імперії до черкеської історичної батьківщини — Зигії. Російсько-османська угода 1860 року передбачала переселення до османської території 40—50 тис. черкесів. Втім, остаточна кількість переселенців, більшість з яких була мусульманами, склала від 800 000 до 1 200 000 осіб; з них близько 175 000 були переселені в 1864 році до переважно християнських територій Імперії на Балканах. Під час Квітневого повстання, що спалхнуло в 1876 році та призвело до Російсько-турецької війни 1877—1878 років, черкеси були звинувачені у вбивствах болгарських християн. Унаслідок подальшого російського вторгнення до Болгарії та Східної Румелії черкеси були вигнані з Балканського півострову, що було закріплено в Берлінському трактаті 1878 року. У той же час тисячі черкесів і чеченців з Кавказу та туркменів із Центральної Азії, що тікали від російського панування, продовжували переселятися до османської Анатолії.

### Розселення в Трансйорданії
У зв'язку зі зменшенням території імперії та появою десятків тисяч переселенців, що переповнювали Анатолію, Фракію та Македонію, османський уряд вирішив переселити біженців до малозаселених районів Леванту. Втрата Османською імперією свого ключового сільськогосподарського регіону — Балкан — зумовлювало появу черкеських сільськогосподарських спільнот у родючому вілаєті Сирія. Переселення мігрантів також відігравало значну роль у намаганнях османського уряду централізувати контроль над Імперією. Вони включали спроби домогтися осілості кочових бедуїнських племен сирійського степу та запровадити контроль над фактично автономними спільнотами друзів, алавітів та маронітів. Розселення черкесів, а також інших народів — курдів, ассирійців та вірмен — мало стратегічне значення буфера між цими ворожуючими громадами.
Відтак, у 1878 році близько 50 тис. черкесів були перевезені морем з Константинополя, Салонік та Кавали до узбережжя Леванту. Звідти близько 25 тис. з них було відправлено далі, до південних районів вілаєту Сирія, а саме: в Ель-Балку (частина сучасної Йорданії), до Голанських висот та околиць Тиверіади. Їхнє транспортування та розселення відбувалося під наглядом губернатора з Дамаску. Фінансування імміграційних комітетів, відповідальних за поселення черкесів та інших переселенців, обійшлося кожному платнику податків у чотири піастри. Спочатку черкеси розміщувалися в школах та мечетях, а багато з них загинули від хвороб під час переселення.

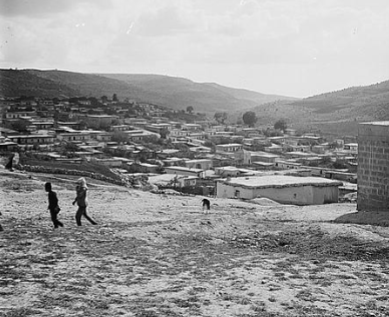
Черкеське поселення Ваді-ес-Сір, засновне в 1880 році. Світлина 1900 року

Османська влада виділила землі для черкеських поселенців поблизу природніх джерел води та зернових полів. Між 1878 і 1884 роками в районах сучасної Йорданії було засновано три черкеські села: Амман (1878), Ваді-ес-Сір (1880) та Джераш (1884). Оскільки Амман був покинутий ще у XIV столітті, поселення черкесів ознаменувало заснування сучасного міста. Перші черкеські переселенці належали до субетносу шапсугів. Невдовзі до них приєдналися кабардинці і абадзехи.
Під час другої великої хвилі міграції у 1901—1906 рр., до складу якої входили також і чеченські біженці, були засновані п'ять змішаних черкесько-чеченських поселень: Нааур (1901), Ез-Зарка (1902), Ер-Руссайфа (1905), Сувейліх (1905) та Ес-Сухна (1906). Нові мігранти також оселялися і в тих селах, що були засновані під час першої міграційної хвилі. Через несприятливі умови населення Амману зазнало скорочення з 500 до 150 осіб протягом перших трьох місяців свого існування. Це було спричинено тим, що перші посленці, які були змушені жити в печерах поруч із давньоримськими руїнами, часто хворіли інфекційними захворюваннями, такими як тиф і малярія. До того ж, Амман був достатньо ізольованим від інших черкеських поселень: найближче з них, Ель-Кунейтра, лежало в 100 км на північний захід. Втім, завдяки прибуваючим переселенцям, у 1893 році населення Амману складало приблизно 1000 осіб.
Землі, на яких оселялися черкеси, традиційно служили зимовими зупинками для племен бедуїнів. Бедуїни та городяни міста Ес-Салт вважали черкесів привелегійованим населенням через земельні дотації з боку османського уряду та звільнення від податків протягом десяти років, а також у зв'язку з тим, що чимало черкесів працювало в османській жандармерії. Так, черкеси відмовлялися сплачувати бедуїнам «охоронний податок», за яким частина врожаю діставалися племенам бедуїнів в обмін на захист. Взаємна ворожість між черкесами та їхніми кочовими та осілими арабськими сусідами часто призводила до зіткнень. Незважаючи на перевагу бедуїнів у зброї та кількості, черкасам вдавалося відстоювати свої позиції, наводячи страх на бедуїнів та мешканців Ес-Салту, які звинувачували черкесів у ряді вбивств.

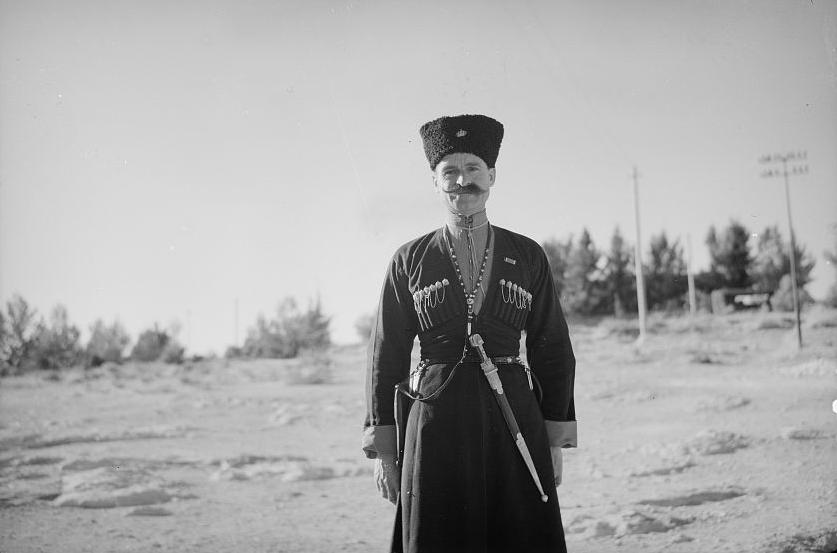
Черкеський гвардієць еміра Абдалли, засновника Йорданського королівства. Світлина 1940 року

Черкеси в Ель-Балці виявилися невід'ємною складовою у зміцненні османського контролю над історично автономним Левантом. З точки зори уряду черкеські поселенці розглядалися як згуртована сила, що може бути використана проти місцевих повстань. На додачу, приток нового населення, що було зайняте у сільському госодарстві, транспортуванні зерна та будівництві й охороні важливої Хіджазької залізниці, стимулював розвиток місцевої економіки. Так, запуск залізниці у 1903 році спричинив стрімке зростання черкеського Амману.
Зі збільшенням їхнього числа черкеси перетворилися на велику силу в масштабі регіону. Наприкінці 1890-х років ними було укладено ряд пактів із бедуїнами, зокрема спільний оборонний союз з племенем Бані-Сахр. Цей альянс виявився важливим у 1906—1910 рр. під час втручання Бані-Сахра у конфлікт між черкесами та об'єднанням племен Балкавія.
З часом черкеські, чеченські та туркменські поселенці стали кістяком осілого населення регіону Ель-Балка, який крім них включав містян з Ес-Салту й Ель-Караку та племена бедуїнів, що заснували власні сільськогосподарські поселення. На момент початку Першої світової війни в Трансйорданії мешкало біля 5—6 тисяч черкесів.

### У незалежній Йорданії
Оскільки Амман зазнав стрімкого зростання з моменту здобуття Йорданією незалежності, частка черкеського населення міста наразі становить усього 5 %. Більшість черкесів у Йорданії входять до міського середнього класу країни. Вони значною мірою працюють в урядовій бюрократії та збройних силах, а також мають значне представництво в парламенті та виконавчій владі Йорданії.

## Культура та ідентичність
Перші черкеські переселенці говорили на адигських діалектах кабардинської, шапсузької, абзаської та бжедузької мов. Також серед них траплялися носії численних мов Абхазії та Дагестану.
Історично черкеси називали себе адигами, тоді як терміном «черкеси» їх називали турки, араби, росіяни та європейці. Сьогодні з-поміж членів діаспори, зокрема йорданських черкесів, обидва терміни вживаються як тотожні.
Культурна ідентичність групи в Йорданії в основному формується їх уявленнями про себе як про переселенців та мусульман. Починаючи з 1950-х років, черкеські етнічні асоціації та молодіжні клуби почали проводити вистави, присвячені темі геноциду, вимушеної еміграції з Кавказу та переселенню до Йорданії, що часто викликало емоційну реакцію у черкеської аудиторії. Ці вистави були зроблені перед змішаними черкеськими та арабськими глядачами на великих національних культурних подіях, зокрема щорічному Фестивалі мистецтв у Джераші. Зазвичай у виставах опускаються згадки про ранні конфлікти з корінними мешканцями країни; натомість дійство зосереджуються на труднощах при переселенні, збиранні врожаїв та будівництві перших черкеських будинків у Йорданії. Образ черкесів — це смілива спільнота витривалих чоловіків і жінок, які довго терпіли страждання.

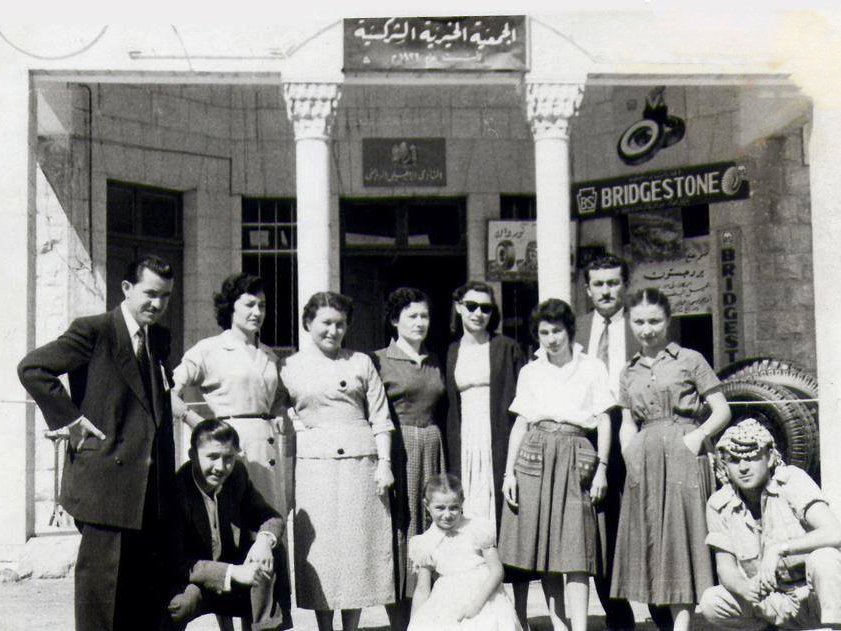
Черкеська благодійна асоціація в Аммані, 1958 рік

У 1932 році була заснована найстаріша благодійна організація Йорданії — Черкеська благодійна асоціація, що організовувала допомогу бідним та надавала стипендії черкесам для навчання в університетах Кабардино-Балкарії та Адигеї. Клуб Аль-Ахлі, заснований у 1944 році, сприяв залученню черкесів до спортивних, громадських та культурних заходів у Йорданії та інших країнах, а створення Комітету з фольклору у 1993 році сприяло популяризації черкеської традиційної пісні та танцю. Сьогодні приблизно 17 % черкеської діаспори Йорданії говорять по-адизьки.
Згідно з Конституцією Йорданії, черкесам спільно з чеченцями гарантовано щонайменше три місця в парламенті Йорданії. Варто зазначити, що значну частку в Кабінеті міністрів Йорданії становлять черкеси, що деякими йорданцями розцінюється як неофіційна квота.

## Видатні представники
- Саїд аль-Муфті — 9-й прем'єр-міністр Йорданії
- Ісмаель Бабук[en] — перший мер Амману
- Іман Біша[en] — співачка
- Туджан аль-Файсал[en] — політкиня і правозахисниця, перша жінка-депутат парламенту Йорданії